# Ermita de Santa Águeda y Santa Lucía (Cabanes)
La ermita de Santa Águeda y Santa Lucía está situada en uno de los valles de la llamada sierra de las Santas o del desierto de las Palmas, por estar situados estos santuarios en cada una de sus vertientes. Al de la parte de Cabanes (Provincia de Castellón, España), por su advocación, se le conoce por Las Santas y en su ermitorio se venera también a la patrona de la villa Ntra. Sra. del Buen Suceso, popularmente la Mare de Déu de les Santes.
Cuando en 1243 concedió el obispo-barón de Tortosa la carta de población de Cabanes se estipuló en ella que el barranco de Rixer, muy abundante en aguas, sería para los nuevos pobladores, salvo los molinos y dos huertos que retenía como señor territorial. Y fue en este lugar donde se construyó la ermita antedicha y que fue reconstruida de nuevo entre 1611 y 1617 por indicación del obispo-barón fray Pedro Manrique, y en cuya época fue también colocada allí la Virgen del Buen Suceso o de Les Santes como ya hemos referido.

## Descripción
El edificio de la ermita consta de una sola nave que mide 15,20 m de longitud por 7,85 metros de anchura, y su bóveda de crucería está sostenida por dos magníficos arcos torales, cuyos contrafuertes de la parte de levante forman el artístico pórtico de su entrada lateral con fachada clásica de estilo toscano coronada por dos hornacinas para las santas y en la que consta la inscripción A. 1617. La espadaña tiene dos campanas. 

## Uso actual
Actualmente se celebra allí el traslado de la Virgen a la población desde la víspera del primer domingo de mayo, donde se celebran las fiestas tradicionales con actos religiosos el primer domingo de mayo y populares (danzas típicas, albaes, concursos deportivos, actos culturales, bailes, y, sobre todo, exhibición de ganado vacuno durante toda la semana, tanto por la vila como por la plaza); el domingo de Pentecostés se hace la fiesta de despedida de la Mare de Déu de les Santes y en la madrugada del lunes se lleva nuevamente a la ermita con idéntico entusiasmo como fue traída a principios del mes de mayo. La fecha más antigua que se conoce de estas romerías es del año 1639, y el acto solemne de la Entrà de Maig, o recibimiento oficial de la Virgen, fue fundado en 1731 por los administradores de la herencia de Paula Reula.
Tanto en estas fiestas, como las dedicadas en junio a San Pedro en La Ribera y las del titular de la parroquia San Juan Bautista, en el primer domingo de agosto, reúnen en la villa a todos los cabanenses y numerosos visitantes de la comarca.